# 마이클 오쉐아

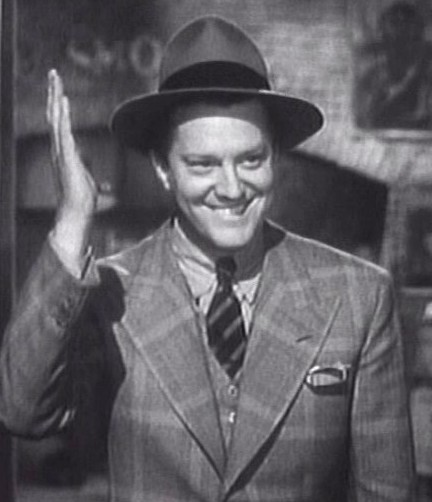

마이클 오쉐아(Michael O'Shea, 1906년 3월 17일 ~ 1973년 12월 4일)는 미국의 배우, 텔레비전 배우이다.
하트퍼드에서 태어났으며 댈러스에서 사망하였다. 사인은 심근 경색이다.

## 영화
- 언더월드 2 - 에볼루션 (2006년)
- 터미널 포스 (1989년)
- 평범한 여인의 행복 (1954년)
- 야망의 브로드웨이 (1952년)
- 모델과 중매장이 (1951년)
- 총검장착 (1951년)
- 이츠 어 프레저 (1945년)
- 썸딩 포 더 보이즈 (1944년)
- 벌레스크의 여인 (1943년)